# Neurotica
Neurotica est un terme employé par Sigmund Freud dans ses Lettres à Fliess, durant son « auto-analyse ». C'est un synonyme de théorie de la séduction.

## L'abandon par Freud de sa première théorie
Le 21 septembre 1897, Freud écrit en effet à son ami Wilhelm Fliess : « Et maintenant, il faut que je te confie tout de suite le grand secret qui, au cours de ces derniers mois, a lentement commencé à devenir clair. Je ne crois plus à ma neurotica ».
Il ajoute : « Je ne crois plus à ma neurotica car dans chacun des cas il fallait accuser en général le père de perversion, une telle généralisation de ces actes envers des enfants semble peu croyable et puis surtout il n'existe aucun indice de réalité dans l'inconscient de telle sorte qu'il est impossible de distinguer la vérité et la fiction investie d'affect. »

#### Textes de référence
- Sigmund Freud,
  - La naissance de la psychanalyse, PUF, 1979  (ISBN 2130359639).
  - Lettres à Wilhelm Fliess 1887-1904, édition complète établie par Jeffrey Moussaieff Masson. Édition allemande revue et augmentée par Michael Schröter, transcription de Gerhard Fichtner. Traduit de l'allemand par Françoise Kahn et François Robert, Puf, 2007  (ISBN 2130549950).

#### Études
(Dans l'ordre alphabétique des noms d'auteurs :)
- Didier Anzieu, « Neurotica », p. 1095-1096, in Alain de Mijolla (dir.), Dictionnaire international de la psychanalyse 2. M/Z. Calmann-Lévy, 2002,  (ISBN 2-7021-2530-1) .
- Marie Balmary, L'Homme aux statues, Paris, Grasset, 1979.
- Marianne Krüll, Sigmund, fils de Jakob : un lien non dénoué, Paris, Gallimard, 1983 ((de) Freud und sein Vater. Die Entstehung der Psychoanalyse und Freuds ungelöste Vaterbindung, Beck, 1979).
- Jeffrey Moussaieff Masson, Enquête aux archives Freud, des abus réels aux pseudo-fantasmes, Paris, l'Instant Présent, 2012,  (ISBN 9-782916-032276).
- Henri Sztulman, « Séduction », dans Alain de Mijolla (dir.), Dictionnaire international de la psychanalyse, Hachette Littératures, 2005 (ISBN 2-0127-9145-X), p. 1631-1632.